# Eleições parlamentares europeias de 1984 (Bélgica)
As eleições parlamentares europeias de 1984 na Bélgica, realizadas a 10 de Junho, serviram para eleger a delegação do país para o Parlamento Europeu. O colégio eleitoral flamengo elegeu 13 membros e o colégio eleitoral francês elegeu 11 membros. 

## Resultados Nacionais

### Colégio Flamengo
| Partido | Partido                         | Votos     | %               | +/-   | Deputados | +/-     |
| ------- | ------------------------------- | --------- | --------------- | ----- | --------- | ------- |
|         | Democratas-Cristãos e Flamengos | 1 132 682 | 32,53 / 100,00  | 15,56 | 4 / 13    | 3       |
|         | Partido Socialista              | 979 702   | 28,13 / 100,00  | 7,23  | 4 / 13    | 1       |
|         | Liberais e Democratas Flamengos | 494 277   | 14,19 / 100,00  | 1,13  | 2 / 13    | Estável |
|         | União Popular                   | 484 494   | 13,91 / 100,00  | 4,20  | 2 / 13    | 1       |
|         | Agalev                          | 246 712   | 7,08 / 100,00   | 4,75  | 1 / 13    | 1       |
|         | Vlaams Blok                     | 73 174    | 2,10 / 100,00   | Novo  | 0 / 13    | Novo    |
|         | Outros                          | 71 239    | 2,05 / 100,00   |       | 0 / 13    |         |
| Total   | Total                           | 3 482 280 | 100,00 / 100,00 |       | 13 / 13   |         |

### Colégio Francês
| Partido | Partido                            | Votos     | %               | +/-   | Deputados | +/- |
| ------- | ---------------------------------- | --------- | --------------- | ----- | --------- | --- |
|         | Partido Socialista                 | 762 293   | 34,04 / 100,00  | 6,61  | 5 / 11    | 1   |
|         | Partido Reformador Liberal         | 540 610   | 24,14 / 100,00  | 6,38  | 3 / 11    | 1   |
|         | Partido Social Cristão             | 436 108   | 19,47 / 100,00  | 1,77  | 2 / 11    | 1   |
|         | Ecolo                              | 220 663   | 9,85 / 100,00   | 4,71  | 1 / 11    | 1   |
|         | Frente Democrática dos Francófonos | 142 879   | 6,38 / 100,00   | 13,37 | 0 / 11    | 2   |
|         | Outros                             | 137 061   | 6,12 / 100,00   |       | 0 / 11    |     |
| Total   | Total                              | 2 239 614 | 100,00 / 100,00 |       | 11 / 11   |     |